# Lles de Cerdanya
Lles de Cerdanya là một đô thị trong tỉnh Lleida, cộng đồng tự trị Cataluña Tây Ban Nha. Đô thị Lles de Cerdanya có diện tích là 101,51 ki-lô-mét vuông, dân số năm 2009 là 268 người với mật độ 2,51 người/km². Đô thị Lles de Cerdanya có cự ly km so với tỉnh lỵ Lleida.